# Johann Jakob Hartenkeil
Johann Jakob Hartenkeil (Magonza, 28 gennaio 1761 – Salisburgo, 7 giugno 1808) è stato un medico e chirurgo tedesco.
Archiatra di corte del principe arcivescovo di Salisburgo, Hieronymus von Colloredo, fu professore di medicina presso l'Università di Salisburgo. Grazie alle sue ricerche riformò la cattedra di medicina salisburghese e avviò la creazione di una vera e propria scuola di medicina locale, guadagnando ampi consensi a livello nazionale anche come editore del "Medicinisch-chirurgischen Zeitung", una delle più importanti riviste mediche di lingua tedesca dell'epoca.

## Biografia

### I primi anni e l'inizio della carriera
Proveniente da una stimata famiglia di Magonza, su richiesta dei genitori intraprese la carriera ecclesiastica all'interno dell'ordine dei gesuiti, ma quando questo venne sciolto nel 1773 decise di non prendere più i voti e optò per intraprendere studi medici. A Würzburg dove si recò per proseguire i propri studi, fece parte della prestigiosa classe di Carl Caspar von Siebold, uno dei più noti chirurghi della sua epoca nonché sostenitore della teoria secondo la quale l'intervento chirurgico non andava più inteso come un'attività artigianale ma una vera e propria operazione delicata da accademici. Con Siebold Hartenkeil apprese le moderne tecniche di rimozione dei calcoli vescivali e dell'estrazione della cataratta. Sempre grazie all'appoggio di Siebold, dal 1781 si recò a studiare all'Università di Strasburgo dove concluse i suoi studi nel 1784.

### L'operato alla corte arcivescovile di Salisburgo

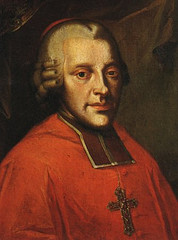
L'arcivescovo di Salisburgo, Hieronymus von Colloredo, fu tra i principali sostenitori di Hartenkeil e della sua riforma medica nel principato arcivescovile

Sempre Siebold lo raccomandò quindi al principe arcivescovo di Salisburgo, Hieronymus von Colloredo, il quale gli offrì l'incarico di archiatra di corte. Giunse a Salisburgo nell'autunno del 1787 e negli anni seguenti collaborò con l'arcivescovo per migliorare il sistema sanitario locale ed implementare l'assistenza medica sul territorio, lavorando a stretto contatto con gli ambienti dell'Università di Salisburgo.
Non appena ottenuto il proprio incarico, Hartenkeil si dedicò subito ad un'indagine generale per verificare lo status sanitario del principato ecclesiastico: l'arcivescovado venne confrontato con altri principati e si poté subito notare come esso si presentasse particolarmente carente sotto l'aspetto sanitario dal momento che dai rilievi da lui eseguiti venne stabilito che la popolazione cittadina di Salisburgo ammontava a circa 16.000 abitanti e che le aree urbane e rurali del resto del principato comprendevano altri 200.000 abitanti, ma vi erano presenti solo undici medici accademici praticanti, di cui sette in città e quattro nei paesi attorno, che per di più si dedicavano alla cura dei pazienti benestanti, mentre la popolazione locale era solita affidarsi alla medicina tradizionale o ai veterinari che erano soliti curare il bestiame.
Colloredo da subito pretese che si facessero delle migliorie in questo campo e che ormai la situazione era diventata insostenibile per ogni strato della popolazione salisburghese e per facilitare il mantenimento della sua autorità, nominò Hartenkeil professore ordinario di medicina presso l'Università di Salisburgo che da lui direttamente dipendeva. Oltre a questo, a partire dal 1788, l'arcivescovo permise a Hartenkeil di fondare un nuovo giornale medico e di collaborare alla riforma dell'Ospedale di San Giovanni. 
L'opera di Hartenkeil inizialmente incontrò non poche opposizioni dal momento che i medici tradizionali che pure operavano legittimamente si opposero alle sue idee per ragioni di concorrenza.

#### La riforma dell'ostetricia
Uno dei fatti che maggiormente preoccuparono Hartenkeil era il problema relativo alle natalità: nel XVIII secolo, infatti, solo la metà dei bambini nati sopravviveva poi alla vita adulta e molte erano le donne che morivano durante il parto. Egli si rese conto quindi che era necessario ridurre assolutamente la piaga della mortalità infantile e mantenere le madri in vita per quanto possibile. 
Già a partire dal 1780 cercò di istituire a Salisburgo un ospedale comunale di maternità sul modello di quello viennese, ma questo sogno non aveva potuto vedere luce a causa degli elevati costi di realizzazione che questo avrebbe comportato alle già languide finanze dello stato. Nel 1792, finalmente, riuscì ad aprire a Salisburgo la prima scuola di ostetricia che riuscì ad avvalersi anche di una struttura ambulatoriale che si preoccupò della corretta formazione delle ostetriche sulla base delle più moderne conoscenze nel campo. Dal 1792 al 1803, la scuola addestrò un totale di 79 ostetriche.

#### La fondazione delMedicinisch-chirurgischen Zeitung
Salisburgo, grazie all'operato di Hartenkeil, divenne una città particolarmente nota anche per quanto riguarda l'insegnamento medico e le ultime novità nel campo. Egli infatti chiese ed ottenne dal principe arcivescovo il permesso di fondare un giornale di settore, il Medicinisch-chirurgischen Zeitung, la cui prima stampa avvenne nel 1790 e che egli continuò a curare sino alla propria morte nel 1808 con la collaborazione di un collega, il dottor Franz X. Mezler.
La pubblicazione, interamente in lingua tedesca e con una tiratura di 2000-2500 copie, constava di 16 pagine ad ogni uscita ed aveva cadenza settimanale, anche se trimestralmente veniva raccolta in volumi rilegati. Dal 1790-1808 vennero pubblicati un totale di 71 volumi più 11 supplementari dove vennero discusse circa 8000 nuove pubblicazioni o innovazioni in campo medico.
Oltre che delle proprie conoscenze personali nel campo, Hartenkeil si servì più volte della collaborazione dei principali medici del suo tempo con cui era in contatto epistolare e di cui rendeva pubblici gli scritti, trovandosi ogni volta de facto a collaborare con una cinquantina di professionisti provenienti dalle principali università straniere. Il giornale, fatto unico per l'epoca, non fu mai oggetto di censura da parte dell'arcivescovo il quale credeva profondamente in questo progetto di informazione.
Tra i temi affrontati in maniera ricorrente della rivista citiamo la sessualità umana, le norme sanitarie per la vita rurale, le innovazioni del vaccino contro il vaiolo, la riforma di ostetricia e i benefici della cura negli ospedali.  Dopo la morte di Hartenkeil l'opera venne continuata da un suo collega, il dottor Johann Nepomuk Ehrhart, che ne assunse la direzione. La pubblicazione venne chiusa definitivamente solo nel 1864.

#### La creazione e lo scioglimento della facoltà di medicina all'Università di Salisburgo

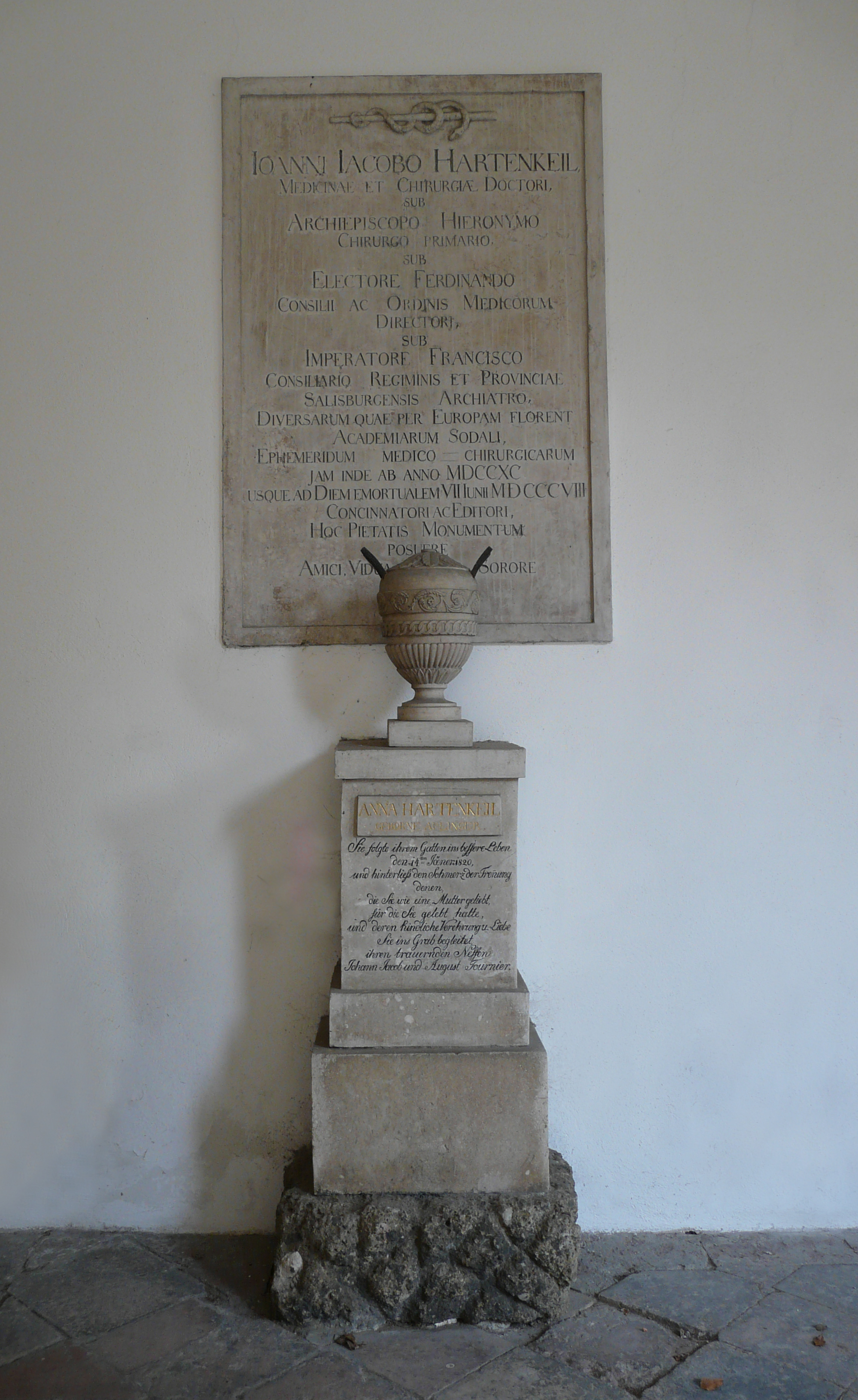
Tomba di Johann Jakob Hartenkeil nel cimitero di St.-Sebastian a Salisburgo

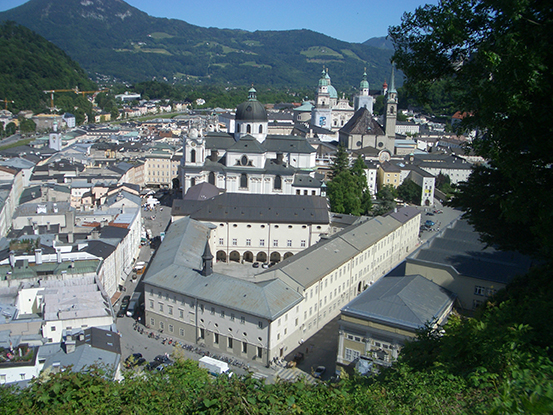
Veduta del complesso dell'Università di Salisburgo

Dopo la secolarizzazione del principato ecclesiastico di Salisburgo e la creazione del Granducato di Salisburgo affidato all'ex granduca Ferdinando III di Toscana, ritornò in auge il problema medico in città, soprattutto per il controllo medico ordinario, per la garanzia della qualità nella formazione medica, nell'applicazione di sanzioni contro i ciarlatani nonché il controllo del mercato delle droghe ad uso terapeutico. Hartenkeil si dedicò in particolare a far rispettare l'obbligo della vaccinazione contro il vaiolo nella città e nella provincia di Salisburgo.
Pur trovandosi a capo dell'amministrazione sanitaria del territorio salisburghese, Hartenkeil coltivava da tempo il sogno di creare presso l'Università di Salisburgo una vera e propria facoltà di medicina. Finalmente, il 2 luglio 1804 il granduca Ferdinando firmò il decreto per l'istituzione della facoltà, composta di sei cattedre che vennero affidate ai rappresentanti di spicco della ricerca medica locale, mentre Hartenkeil ne ottenne l'incarico di decano oltre a quello di professore di storia della medicina e della chirurgia oltre che essere titolare della cattedra di medicina legale collegata alla polizia di Salisburgo.
Dopo che il Granducato di Salisburgo venne assorbito direttamente nell'Austria nella primavera del 1806, la facoltà venne nuovamente riconosciuta il 13 agosto 1807 dall'imperatore Francesco I per poi ad ogni modo essere chiusa: l'imperatore sostenne infatti che i centri di formazione medica di Vienna, Praga, Cracovia e Pest fossero sufficienti e che il governo non poteva accollarsi i costi del mantenimento di un'altra facoltà universitaria in merito. In sostituzione, diede ordine di creare una scuola di formazione per medici di campagna (quindi non necessariamente laureati) in grado di provvedere alle esigenze della popolazione. Hartenkeil venne ricompensato con la nomina a protomedico della provincia di Salisburgo, ma questo non mitigò la sua delusione.

### Gli ultimi anni
Per quanto riguarda la sua vita privata, nel 1791 sappiamo che sposò Anna Walburga Aulinger e che la loro residenza era posta nella Getreidegasse. La coppia non aveva figli ed aveva adottato due nipoti che in seguito ereditarono il considerevole patrimonio del medico derivato dal suo successo. Diversi contemporanei descrivono la figura di Hartenkeil come "rampante e vitale" ma spesso era lancinato da "affezioni reumatiche e artritiche". Negli ultimi anni di vita soffrì anche di problemi respiratori e si spense a Salisburgo all'età di soli 48 anni.